# Prudente de Moraes Neto
Prudente de Morais Neto hay Prudente de Moraes Neto (1904–1977) với bút danh Pedro Dantas, là một luật sư và nhà báo người Brazil.
Ông là biên tập viên của tạp chí Diário Carioca. Ông chỉ trích gay gắt tổng thống cánh tả João Goulart, người bị lật đổ bởi cuộc đảo chính quân sự Brazil năm 1964, mặc dù sau đó cuộc đảo chính đã bảo vệ các nhà báo cánh tả trong số bạn bè của ông.